# Сабо, Ласло (гребец, 1953)
Ла́сло Са́бо (венг. Szabó László; род. 2 ноября 1953, Будапешт) — венгерский гребец-байдарочник, выступал за сборную Венгрии в конце 1970-х годов. Участник летних Олимпийских игр в Москве, бронзовый призёр чемпионата мира, победитель многих регат национального и международного значения.

## Биография
Ласло Сабо родился 2 ноября 1953 года в Будапеште. Активно заниматься греблей начал в раннем детстве, проходил подготовку в столичном спортивном клубе «Уйпешти».
В 1979 году благодаря череде удачных выступлений Сабо удостоился права защищать честь страны на чемпионате мира в немецком Дуйсбурге и выиграл бронзовую медаль в программе байдарок-четвёрок на десяти километрах. Будучи одним из лидеров гребной команды Венгрии, благополучно прошёл квалификацию на летние Олимпийские игры 1980 года в Москве — стартовал в двойках вместе с напарником Золтаном Ромханьи на пятистах метрах, однако попасть в число призёров не смог, финишировал в финале восьмым. Вскоре по окончании московской Олимпиады принял решение завершить спортивную карьеру, уступив место в сборной молодым венгерским гребцам.